# Augusta Šebestová
Augusta Šebestová rozená Bezděková (28. listopadu 1852 Kobylí – 30. října 1933 Brno) byla moravská úřednice, spisovatelka, kronikářka a etnografka.

## Životopis

### Původ a rodina
Narodila se do rodiny kobylského rolníka Františka Bezděka (1819/1820) a jeho choti Anny roz. Kovaříkové (1829), jako třetí ze sedmi dětí. Měla sourozence Františka (1846–1879), Emilii Marii (1848), Annu Marii (1855), Marii Methodii (1857), Metoděje Bohuslava (1860), Marii Annu (1864–1959), Josefa (1867). 
Matka Augusty byla Bezděkova druhá manželka. František Bezděk se poprvé oženil s Antonií z vlastenecké rodiny Wurmů a měl s ní děti Marii Antonii (1843), Františku (1843) a Josefa (1845).
Otec František Bezděk se narodil ve Svébohově u Zábřehu a do Kobylí přišel z Klobouk u Brna, kde se jeho rodina usadila. Matka Anna pocházela z nejbohatší kobylské rodiny – její otec Václav Kovařík byl rychtář. Jako patnáctiletá si vzala Františka Bezděka a společně se starali o hospodářství.

### Život
Již jako malá se mohla seznámit s nejznámějšími osobnostmi české literatury. U Bezděků se ve sklípku scházeli nejvýznamnější osobnosti kraje – Jan Herben, bratři Mrštíkové, Josef Eduard Kornyšl či Antonín Wurm. Absolvovala dvojtřídku a jeden rok na německém gymnáziu v Hustopečích.
Po otci zdědila organizační schopnosti, ještě za jeho života převzala zastupování českých finančních úřadů Praha a Slavia. Přispívala do časopisů Ženské listy, Moravská orlice, Občan a Moravská Slováč. Několikrát se jí podařilo dostat své články do Světozoru či do Herbenova Času. Její tematikou byl většinou rodný kraj a celkový život v okolí Kobylí. Kromě spisovatelství se angažovala i jako komunální politička. V Kobylí se zasloužila o stavbu silnice, vodovodu, zalesňování a vysazování ovocných stromů. Roku 1869 založila se svou sestrou Emilií čtenářský spolek Libuše. V Kobylí se díky Šebestové začalo i víc číst.
Roku 1871 složila poštovní zkoušky. Po smrti otce se stala poštovní expedientkou. Roku 1872 začala psát otcem založenou kobylskou kroniku, kterou dopsala až do roku 1856.
Dne 15. května 1886 se provdala za Františka Jana Šebestu (1853/1854), účetního na statku ve Velkých Pavlovicích (původem však z Klatov). Z manželství nevzešly žádné děti.
Během pobytu v Pavlovicích sbírala různé kroje, staré žehličky, kancionály a jiné věci, které pak byly na Národopisné výstavě československé v Praze. Díky Ignátu Wurmovi, bratrovi tatínkovy první manželky, byla ve styku s olomouckými národopisci, jako byli Josef Klvaňa, Jindřich Wankel, Magdalena Wanklová, František Bartoš či Lucie Bakešová.
Po smrti svého muže se vrátila do Kobylí, kde dokončila své nejvýznamnější dílo Lidské dokumenty. V Kobylí se také stala majitelkou c. k. pošty a nechala postavit dům pro poštovní potřeby.
Roku 1912 odešla do penze a se svou sestrou Marií Mrštíkovou se přestěhovala do Brna. Do Kobylí však neustále dojížděla. Zemřela 30. října roku 1933 ve věku 80 let.

## Dílo
- Lidské dokumenty a jiné národopisné poznámky: z několika jihomoravských dědin – Olomouc: Vlastenecký spolek muzejní, 1900[7]